# Piotr Firlej (zm. 1650)
Piotr Firlej herbu Lewart (zm. w 1650 roku) – kasztelan kamieniecki w latach 1649–1650, starosta buczniowski w 1619 roku, starosta trembowelski w latach 1647–1650.     

## Życiorys
Syn wojewody  lubelskiego  Piotra Firleja (zm. 1619) i Jadwigi z Włodków (1573-1609).
Miał trzech  braci i dwie siostry, którymi byli:
- ksiądz Jan Firlej (ur. ok. 1600)
- Stanisław Firlej (1600-1634)
- Mikołaj Firlej (1605–1640) –  mąż  Zofii Skotnickiej, (ur. 1603 – zm. 1684 w Krakowie - jej nagrobek znajduje się w farze krośnieńskiej) – ojciec,  m.in. Jana Firleja (zm. po 1701 r.) – kasztelana sanockiego (1696) i księdza  Henryka Mikołaja Firleja (zm. 1707) – sekretarza królewskiego, kanonika łuckiego i krakowskiego
- Zofia Firlej (zm. przed 1642 r.), wydaną  (w 1622 r.) za  gen. Mikołaja Potockiego (1593-1651) – hetmana wielkiego koronnego
- Eufrozyna Firlej (zm. w 1609), wydaną za Pawła Lasockiego.

Piotr Firlej był mężem Agnieszki Bal (zm. po 1658) – córki Stanisława Bala, h. Gozdawa podkomorzego sanockiego (1670-1676).
Miał z nią syna Mikołaja Firleja (zm. 1649) – rotmistrza królewskiego i starostę buczniowskiego i córki:
- Urszulę Firlej – żonę Jana Mniszcha (zm. po 1676) –  komendanta Lwowa w 1657,
- Zofię Firlej – żonę Stanisława Żegockiego,
- Konstancję Firlej (zm. 1688) – żonę Kazimierza Karola Tarnowskiego (1644-1682) i
- Joannę Firlej – żonę Stanisława Witowskiego – kasztelana sandomierskiego.

## Odniesienia w kulturze
Był on m.in. właścicielem dolnej części zamku w Odrzykoniu.